# 1029-1020 v.Chr.
De jaren 1029-1020 v.Chr. (van de christelijke jaartelling) zijn een decennium in de 11e eeuw v.Chr..

## Gebeurtenissen

### Babylonië
- 1025 v.Chr. - Koning Simbar-shipak (1025 - 1008 v.Chr.) regeert over de vazalstaat Babylon.
- Einde van de vierde dynastie van Babylon, in het land heerst onrust en corruptie.

### Israël
- 1020 v.Chr. - Koning Saul (1025 - 1010 v.Chr.) sticht het koninkrijk Israël.

<< · 1099-1090 · 1089-1080 · 1079-1070 · 1069-1060 · 1059-1050 · 1049-1040 · 1039-1030 · 1029-1020 · 1019-1010 · 1009-1000 · >>